# Eupterotegaeus ornatissimus
Eupterotegaeus ornatissimus är en kvalsterart som först beskrevs av Berlese 1908.  Eupterotegaeus ornatissimus ingår i släktet Eupterotegaeus och familjen Cepheidae. Inga underarter finns listade i Catalogue of Life.